# Ovanåker
Ovanåker är också en by i Saltviks kommun på Åland
Ovanåker är en småort i Ovanåkers kommun i Hälsingland och kyrkbyn i Ovanåkers socken. 2015 justerade SCB definitionen för tätorter något, varvid man fann att avstånden mellan de olika husområdena är för stort för att området skall kunna utgöra en gemensam tätort och delarna har för få boende för att i sig kunna utgöra tätorter. Delar av orten kom istället att avgränsas till en småort.
Namnet betyder åkrarna högre upp utefter Voxnan, ovanför huvudbygden i Alfta, som ursprungligen var kyrksocken och kyrkplats.

## Befolkningsutveckling
| Befolkningsutvecklingen i Ovanåker 1960–2015 | Befolkningsutvecklingen i Ovanåker 1960–2015 | Befolkningsutvecklingen i Ovanåker 1960–2015 | Befolkningsutvecklingen i Ovanåker 1960–2015 | Befolkningsutvecklingen i Ovanåker 1960–2015 |
| -------------------------------------------- | -------------------------------------------- | -------------------------------------------- | -------------------------------------------- | -------------------------------------------- |
|                                              |                                              |                                              |                                              |                                              |
| År                                           |                                              |                                              | Folkmängd                                    | Areal (ha)                                   |
| 1960                                         | 1960                                         |                                              | 334                                          |                                              |
| 1965                                         | 1965                                         |                                              | 316                                          |                                              |
| 1970                                         | 1970                                         |                                              | 312                                          |                                              |
| 1975                                         | 1975                                         |                                              | 282                                          |                                              |
| 1980                                         | 1980                                         |                                              | 266                                          |                                              |
| 1990                                         | 1990                                         |                                              | 221                                          | 70                                           |
| 1995                                         | 1995                                         |                                              | 238                                          | 71                                           |
| 2000                                         | 2000                                         |                                              | 229                                          | 71                                           |
| 2005                                         | 2005                                         |                                              | 227                                          | 71                                           |
| 2010                                         | 2010                                         |                                              | 212                                          | 70                                           |
| 2015                                         | 2015                                         |                                              | 189                                          | 56#                                          |
| Anm.: Ej tätort 2015. # Som småort.          |                                              |                                              |                                              |                                              |

## Samhället
Ovanåkers kyrkby består till största delen av egnahem från 1900-talets första hälft, belägna efter älven Voxnan samt mot den 1899 öppnade järnvägsstationen och av ett antal bondhemman. Många av bondgårdarna har stora huvudbyggnader, så kallade hälsingegårdar.
I kyrkbyns östra del ligger Ovanåkers kyrka som är byggd på 1700-talet. Den har en separat, karaktäristisk klockstapel.

## Personer från orten
- Släkten Celsius härstammade från Ovanåkers prästgård "Norrgårds". Intill kyrkan ligger en höjd kallad "Höjen" (Högen), som  är upphovet till den latinska namnformen Celsius.
- Johan Erik "Lim-Johan" Olsson – naivistisk konstnär
- Orvar Säfström, kulturpersonlighet, skriftställare.